# Arno Babadżanian
Arno Babadżanian (orm. Առնո Հարությունի Բաբաջանյան, ros. Арно́ Арутю́н улы Бабаджаня́н; ur. 22 stycznia 1921 w Erywaniu, zm. 11 listopada 1983 w Moskwie) – radziecki kompozytor i pianista ormiańskiego pochodzenia.
Komponował kantaty i pieśni oraz utwory instrumentalne. Łączył nowoczesne trendy muzyczne z tradycyjną muzyką ormiańską.
W Polsce znana jest jego piosenka Serce na śniegu w wykonaniu Muslima Magomajewa, a z polskimi słowami Zbigniewa Staweckiego będąca w repertuarze m.in. Reny Rolskiej i Marii Warzyńskiej, oraz piosenka Zwodzony most, z polskimi słowami Andrzeja Bianusza, z repertuaru Ireny Santor. Laureat Nagrody Stalinowskiej, Ludowy Artysta ZSRR, odznaczony m.in. Orderem Lenina.